# Битва за казарми
Битва за казарми (хорв. Bitka za vojarne), іноді також Війна за казарми (хорв. Rat za vojarne) — вираз на позначення низки бойових операцій, що прокотилися по всій Хорватії в ході війни за незалежність протягом 1991 року, при цьому найважливіші з боїв відбулися у вересні. Ці бої велися між хорватськими військами (армією, що була на етапі становлення, поліцією і загонами добровольців) та Югославською Народною Армією. Битва за казарми розглядається як важлива хорватська перемога, в результаті якої хорватські війська захопили в казармах цінне важке озброєння (танки, артилерію, ракети), якого вони гостро потребували для воєнних дій.

## Передісторія
Оскільки Хорватія до 1991 року входила до складу югославської федерації, федеральна армія (ЮНА) зберігала значну кількість важкої техніки і оснащення на території своїх казарм по всій Хорватії. Зі здобуттям незалежності Хорватії в 1991 році ці казарми явили собою серйозну загрозу внутрішній безпеці, не кажучи вже про той факт, що кожен гарнізон, який складався з цих казарм, містив цінне військове спорядження і техніку, які були вкрай необхідні Хорватії для захисту своєї незалежності. Крім того, що присутність військ ЮНА вдалині від фронту породжувала проблеми, більшість казарм було розташовано в густонаселених районах, наприклад, у містах Беловар і Вараждин, отож будь-які бої навколо них, природно, викликали б чимало супутніх збитків і руйнування цивільних об'єктів та навряд чи дозволили б уникнути кровопролиття, якого в жодному разі не можна було допустити. Однак, оскільки новостворена хорватська армія майже не мала важкої техніки, ці казарми були дуже цінними.
Погіршення ситуації з безпекою в Хорватії впродовж 1990 року спонукало хорватське керівництво готувати плани ведення можливої війни. Начальник штабу Хорватської армії (колишній хорватський міністр оборони) Мартін Шпеґель — який серед армійського керівництва був найзавзятішим прибічником штурмування казарм — склав розгорнутий план захоплення армійських казарм по всій Хорватії з тим, щоб здобути важку зброю на складах тих казарм. З початком словенської десятиденної війни, що спалахнула в червні 1991 року Шпеґель закликав президента Хорватії Франьо Туджмана дати згоду атакувати казарми і цим допомогти словенцям. Туджман відмовився, побоюючись зіштовхнутися в такій війні з ЮНА у всій її військовій могутності. Давор Домазет-Лошо в своїй книжці Hrvatska i veliko ratište, наводить переконання групи істориків, що ця нагода була лише ретельно продуманим планом схилити Хорватію до війни. Враховуючи кількість військової техніки у військових казармах в Хорватії, це здається сумнівним.
Ескалація насильства протягом літа 1991 року підштовхнула ЮНА відкрито перейти на бік хорватських сербів. У результаті цього, хорватські військові підрозділи, процес становлення яких як реальної військової сили тоді ще не завершився, обложили численні казарми, тим самим убезпечуючи тили театру бойових дій. Проблема нестачі військовослужбовців означала для Хорватії те, що чимало нападників були не військовиками, а цивільними особами, зокрема, співробітниками поліції, працівниками цивільної оборони та місцевими самоорганізованими добровольцями.

## Розгортання війни
Війна насувалася дуже повільно (адже напруженість визрівала ще з середини 1980-х рр.), що зробило можливими переговори з метою зменшення цієї проблеми. ЮНА і хорватське керівництво домовилися про виведення Федеральної армії з деяких казарм, зокрема, в місцях, віддалених від фронту, як от, Пула і Рієка (13-й корпус). Цей компроміс наразився на критику з боку представників хорватської військової верхівки (зокрема, Мартіна Шпеґеля), який стверджував, що хорватське керівництво дозволяє ворогу відійти з повним спорядженням, в той час, коли війна здається неминучою.
Важливо відзначити, що невідворотність війни, як і раніша незалежність Словенії та небажання несербського населення йти на війну за справу хорватських сербів зумовили масове дезертирство, через яке війська ЮНА виявилися недоукомплектованими. Внаслідок цього гарнізонні казарми постраждали першими вже в 1991 році, адже виявилося, що вони мають більше техніки і оснащення, ніж особового складу, щоб це все обслуговувати.
Початкові воєнні дії сталися в серпні у Східній Славонії, а також під час Битви за Вуковар і в Країні та Далмації. Наростання насильства призвело до того, що військовослужбовці на місцях, беручи ініціативу в свої руки, брали багато казарм приступом, попри те, що уряд бажав продовжувати переговори - навіть у той час, коли майже третину Хорватії вже було захоплено військами ЮНА та сербськими заколотниками.
Більшість штурмів казарм відбулася з 14 вересня по 19 вересня 1991 року. За цей проміжок часу 36 казарм і складів та 26 інших військових об'єктів було взято приступом або вони самі здалися в полон. 27 вересня було втілено в життя план «Білогора», внаслідок чого захоплено казарми в Беловарі і Копривниці.
Деякі склади боєприпасів після захоплення було розбомблено югославськими ВПС, але організовані на місцях хорватські підрозділи нерідко проявляли високу оперативність, швидко переводячи найціннішу техніку і оснащення в інші місця розташування перш, ніж станеться бомбардування. Та, принаймні, п'ять місць розташування було розбомблено таким чином.

## Битва за казарми

### Загреб і Центральна Хорватія
Загребські казарми ім. Маршала Тіто, названі на честь Йосипа Броз Тіто були одними з найбільших у Хорватії. Це був регіональний центр 5-го військового округу (одного з трьох головних командних штабів ЮНА) і 10-го корпусу (Загреб), а також дрібніших допоміжних підрозділів. Хорвати не бажали штурмувати казарми безпосередньо, з огляду на чисельний склад ЮНА та на загрозу супутнього збитку, якого могло бути заподіяно столиці Хорватії. Через це бої в Загребі не відзначалися інтенсивністю і здебільшого переросли у випадкові перестрілки між казармами і містом. Тим не менш, при виїзді з міста колони військово- транспортних засобів і сімох танків, направлених на підмогу частинам ЮНА в Словенії, сталася велика сутичка. Жителі Загреба намагалися перешкодити відходу. Югославська армія націлила дула на громадян і відкрила вогонь, тоді як мешканці метали пляшки з коктейлем Молотова, в надії знищити бойову техніку. Опір чинив і підрозділ тодішньої 2-ї бригади Хорватської національної гвардії, що на той час підпорядковувалася МВС Хорватії. У бою поліг 32-річний мирний житель Равено Чувало, ставши першою жертвою ЮНА в Загребі, та два вояки, а дев'ять цивільних осіб і двоє бійців 2-ї бригади Хорватської національної гвардії дістали поранення. Було досягнуто перемир'я, і в місті більше не спостерігалося ніяких бойових дій аж до підписання останньої угоди про припинення вогню в кінці року. У рамках цієї угоди, ЮНА залишила казарми, коли офіційно покинула Хорватію в січні 1992 року.
Казарми в Ястребарско були місцем дислокації 4-ї бронетанкової бригади — однієї з найбільш елітних танкових частин ЮНА. Після кількох тижнів переговорів, цей підрозділ, відповідно до досягнутої таким чином з владою Хорватії угоди, залишив 13 листопада Ястребарско, забираючи з собою велику частину техніки і озброєння. Між тим, ЮНА лишила по собі в Ястребарско великий склад боєприпасів, які були конче потрібні хорватській армії. Неофіційні дані говорять про своєрідну джентльменську угоду, яка стала можлива тому, що хорватській стороні був неприйнятний варіант пропуску солдатів ЮНА з їхнім спорядженням, бо, перебираючи на себе казарми, вони боялися нападу і знищення боєприпасів після виводу югославської військової частини. Таким чином, з командувачем гарнізону ЮНА в Ястребарско дійшли домовленості, що «пороховий льох» спорожнять перш, ніж армія рушить з міста. Поки велися ці «переговори», вантажівки цілі ночі возили зброю і боєприпаси зі складу. Тільки тоді, коли склад був порожній, колона танків ЮНА вирушила з Ястребарско, і без серйозних проблем під Карловацем перейшла на окуповану югославською армією хорватську територію Бановіни.
Казарма в Самоборі здалася 7 жовтня 1991 року.
Казарма Сисака і прилеглі склади здалися 9 вересня 1991 р.
Після кількамісячної блокади хорватськими силами та виснажливих переговорів ЮНА 23 грудня 1991 року залишає казарму в Дуго-Село.

### Північна Хорватія
Поряд із Загребом казарми Вараждина були найбільшими в Хорватії. Там дислокувалися 32-й корпус ЮНА і різні інші підрозділи, в тому числі 32-а механізована бригада (одна з найбільш елітних бригад) та один артилерійський полк. Казарми було блоковано в ніч з 13 на 14 вересня, від них було відрізано електрику, воду і продовольче постачання. Бої почалися 15 вересня з бомбардування літаками ЮНА злітно-посадкової смуги Вараждина. Коли становище погіршилося, дедалі більше вояків почали дезертирувати з казарм і навіть дійшло до сутичок у самих казармах. Після цього танкам і артилерії з казарм надійшла вказівка стріляти по цивільних цілях, що призвело до знищення багатьох будинків та спричинило вуличні бої. Після тижня безладної стрілянини та з метою зберегти живу силу командувач, генерал Владимир Тріфунович, здав гарнізон 22 вересня. Як не дивно, це породило образу на нього з обох сторін. Хорватія засудила його заочно до 15 років за розорення міста, тоді як Сербія засудила його до 11 років за державну зраду. Здобич вражала: захоплено 74 танки Т-55, 88 бронетранспортерів, 36 самохідних зенітних гармат, 24 100 мм гармати, 72 120 мм міномети та інше важке оснащення. У ході бойових дій загинуло 6 осіб (3 цивільні, 2 вояки ЮНА і 1 хорватський вояк) та 37 було поранено.
Казарми Беловара були місцем постійної дислокації 265-ї 
бронетанково-механізованої бригади. Тамтешні армійські об'єкти включали дві казарми в самому місті, відомі під назвою «Божидар Аджія» та склади зброї і боєприпасів за його межами. Обстановка в цій місцевості була напруженою і постійно загрожувала небезпекою ескалації конфлікту. З лав ЮНА щоденно дезертирувало до десятка солдатів-призовників, оскільки серед дислокованих там військовослужбовців було багато косовських албанців та представників інших несербських національностей. В одному випадку ЮНА ледь не відкрила вогонь по групі матерів з руху «Стіна любові», що виступав за звільнення призовників, змушених служити там проти їхньої волі. 29 вересня хорватські війська почали наступ у рамках операції «Білогора», завершеної в той самий день. Дві казарми в місті було захоплено легко, залишалося тільки ізольоване сховище (під назвою Barutana), яке містило три склади, але офіцер ЮНА Мілан Тепич відмовився капітулювати. Після короткого бою Тепич наказав солдатам здатися, а сам залишився на складі. При вході туди хорватських військовиків 29 вересня о 10 годині 17 хвилин він підірвав вибухівку і знищив частину складу, в якому містилося 170 тонн вибухових речовин. Вибух, звичайно, вбив його самого, але крім того ще й 11 хорватських вояків. Захоплення інших складів було великим успіхом для хорватських військ, оскільки здобуті там трофеї включали 78 танків Т-55 і 80 БТР'ів. Було взято у полон понад 200 офіцерів, яких було обміняно на хорватських військовополонених.
Крижевецькі казарми під назвою «Калнік» вміщували 411-й мішаний протитанковий артилерійський полк під командуванням полковника Йово Радосавлєвича. У тодішній громаді Крижевці крім гарнізонної казарми «Калнік» розташовувались і інші військові об'єкти: Будинок офіцерів ЮНА, склад зброї і боєприпасів у лісі Широко Брезє, гарнізонне підсобне господарство та виносний командний пункт. 14 вересня 1991 року всі ці об'єкти (за винятком командного пункту) було взято у повну блокаду прибічниками нової хорватської влади. Всього у блокаді взяли участь 433 особи. Гарнізон мирно здався 17 вересня 1991 року. Однак два хорватські вояки загинули і один дістав поранення, коли сили ЮНА з окремого складу боєприпасів у лісі Широко Брезє намагалися дістатися до казарм у ніч перед здачею. Здобич була величезною, але точні цифри невідомі. ЮНА залишила все своє легке і важке озброєння, включаючи всі транспортні засоби. Казарми тепер названо на честь бана Степана Лацковича.
Копривницькі казарми було захоплено 30 вересня в рамках операції «Білогора». 5 жовтня літаки ЮНА піддали їх бомбардуванню, при цьому загинув один вояк.
У казармах Вировитиці розміщувалася 288-а мішана протитанкова артилерійська бригада. Їх було захоплено 17 вересня. У ході бойових дій було вбито одного хорвата 

Казарми в Чаковці мирно здалися 17 вересня 1991 року.

### Славонія
Казарми в Осієку югославська армія здебільшого покинула за угодою безпосередньо перед загостренням війни протягом червня 1991 року. Помітним винятком була база Полігон С, головна ланка атаки ЮНА на місто, яка чинила опір і допомагала частинам ЮНА за межами міста обстрілювати його аж до її захоплення 17 вересня.
У казармах Джаково містилася 158-а мішана протитанкова артилерійська бригада, в тому числі гармати і самохідні установки протитанкових ракет. Казарми було захоплено, при цьому під час бойових дій полягло п'ять хорватів (один цивільний). Здобуто 54 100-міліметрові протитанкові гармати і 48 самохідних зенітних гармат.
Вуковарські казарми були в облозі впродовж усього 1991 року, доки вирувала битва за Вуковар. Хорватські оборонці, які протистояли набагато чисельнішому зовнішньому противнику, що штурмував місто, намагалися захопити казарми будь-якою ціною. Югославсько-сербські сили використали як привід для нападу потребу надати допомогу обложеним у казармах, що зруйнувало більшість міста і обернулося кількома з найстрашніших і нічим не виправданих злодіянь під час війния, оскільки казарми розташовувалися на південній околиці міста і їх було розблоковано ще на досить ранній стадії битви, перш ніж почалася облога Вуковара, а з нею і більшість руйнувань та людських жертв.
У Нашиці казарми ЮНА відмовилися здатися, незважаючи на хорватські миротворчі ініціативи. 20 вересня 1991 року звідти було вчинено напад на місто, та через 30 годин боїв об'єднані хорватські війська звільнили казарм від вояків ЮНА.
Казарми у Вінковцях «Джуро Салай» долучилися до обстрілу міста в червні.

### Північне узбережжя і Ліка
Казарми Рієки, як і командування військово-морського округу в Пулі, югославська армія покинула згідно з угодою ще перед війною. Рієка була місцем розташування 13-го корпусу ЮНА, який було переведено по морю в Чорногорію та пізніше використано в нападі на південну Боснію і Герцеговину в 1992 році під час Боснійської війни.
Військово-морський округ було перенесено з Пули в Боку Которську, що в Чорногорії, яка стала єдиним справжнім югославським військово-морським портом після відокремлення Хорватії.
Казарма ЮНА «Станко Опсеніца» в Госпичі пережила в вересні важкі бої — при цьому і місто піддавалося масованим атакам ззовні — але після триденних боїв її, кінець кінцем, було захоплено 18 вересня.

### Далмація
Казарми в місті Сінь було атаковано 25 серпня, після провалу переговорів про повернення конфіскованої зброї Територіальної оборони. Двоє хорватів було вбито, але об'єкти було захоплено.
Казарми Спліта було залишено федеральними військами в жовтні, але військово-морська база в Лора перебувала в руках югославського ВМФ до грудня.
Казарми Шибеника були важливим чинником нападу ЮНА на місто в вересні в сам розпал проведення операції «Узбережжя '91». 15 вересня захисники міста, кінець кінцем, захопили казарми. Хорватські війська також взяли під свій контроль Шибеницьку військово-морську базу, де захопили 29 малих кораблів.
Війська, дислоковані в казармах Задара, значно перевершували сили оборонців міста, тому залишалися в руках ЮНА до виводу федеральної армії з міста наприкінці року.
Казарму в Плоче було визволено в ході операції «Зелена дошка — Мале Баре», при цьому захоплено велику кількість важкого озброєння.

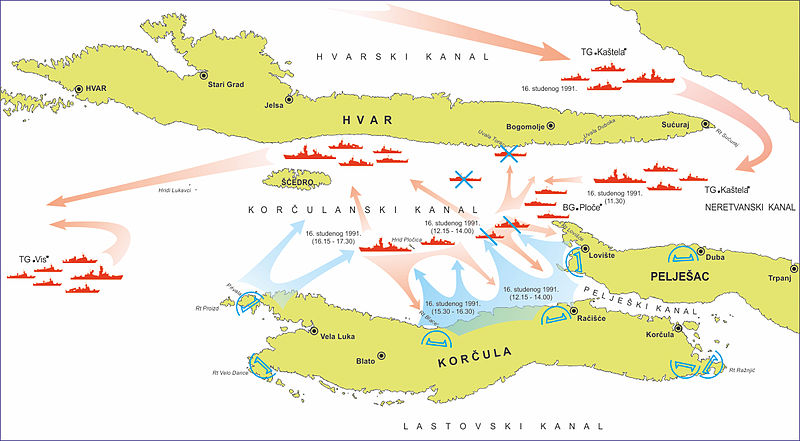
Схема останньої стадії битви за далматинські канали, 16 листопада 1991 р.

Острови Ластово та Віс були базами для частин і підрозділів югославського військового флоту, тому залишались окуповані аж до угоди про припинення вогню в кінці року, після чого ЮНА покинула ці острови. Морські підрозділи югославського ВМФ намагалися вести військові дії проти хорватських портів далі на північ, зокрема, 15 листопада, коли югославський фрегат «Спліт» обстріляв порт Спліта, де вцілив і пошкодив поромне судно «Владимир Назор», вбивши двох членів його екіпажу. В інший пором, «Бартол Кашич», також влучило багато снарядів. Напад був помстою за збиток, заподіяний патрульному катерові JRM PC-176 Mukos, після того, як той або наштовхнувся на міну, або його було підбито торпедою. Згодом його було піднято, відремонтовано та прийнято на службу в хорватський флот як OB-62 Шолта. Югославський військово-морський флот було в кінцевому підсумку відбито вогнем берегової артилерії 16 листопада, коли військово-морські сили під керівництвом сербів втратили два мінно-тральні човни, підбиті хорватськими 76-міліметровими гарматами в Корчуланському каналі (протоці). Перше судно, ML-144, затонуло на мілководді в затоці Торач острова Хвар. Інший тральщик, ML-143, затонув біля берегів острова Щєдро.

## Наслідки
На початку війни хорватські війська відчували хронічну нестачу озброєння і техніки. Оцінки зводять їхню оснащеність до якихось п'ятнадцятьох танків (більшість з них — старі американські M4 Sherman та радянські Т-34 з часів Другої світової війни) проти майже 2-х тисяч танків ЮНА. Захоплення казарм дозволило хорватам швидким і простим чином поповнити парк рухомого складу Хорватської армії необхідною технікою. Тільки Беловар і Вараждин забезпечили хорватів більш ніж 140 танками або близько 7% від загальної кількості ЮНА, що порушило раніше безперечну перевагу ЮНА.
Завдяки цьому Хорватія спромоглася створити свій перший батальйон танків Т-55 вже в жовтні 1991 р., домігшись цього протягом лише декількох тижнів. Захоплені танки, артилерія і протитанкова зброя допомогли зупинити подальші просування ЮНА в Хорватію.